# Дикгоф, Генрих Генрихович
Генрих Генрихович фон Дикгоф (нем. Heinrich von Dieckhoff; 16 [28] ноября 1833, Полтава — 28 октября [10 ноября] 1911, Москва) — московский пастор, обер-пастор, затем епископ Евангелическо-лютеранской церкви, организатор обучения и воспитания детей с нарушениями зрения в России.

## Краткая биография
Родился 16 (28) ноября 1833 года в Полтаве, в семье лютеранского пастора Карла Генриха Вильгельма фон Дикгофа.
Среднее образование получил в Петропавловской гимназии в Москве. В 1852 году поступил на богословский факультет Дерптского университета, который окончил в 1856 году, получив звание кандидата теологии.
В 1858 году рукоположен в пасторы и назначен помощником своего отца, главы Московской консистории и старшего пастора евангелическо-лютеранской общины Св. Петра и Павла.
В 1860 году принимал участие в создании Арнольдовского училища для глухонемых. В 1862 году вступил в должность обер-пастора общины Св. Петра и Павла. В 1869 году был награждён орденом Св. Станислава 2-й степени.
В 1872 году создал Совет учредителей Московского учебно-воспитательного заведения для слепых детей. Благодаря деньгам собранным Советом школа для слепых детей была создана в 1882 году.
В 1908 году Дикгофу было присвоено почётное звание епископа.
Скончался 28 октября (10 ноября) 1911 года. Похоронен на Введенском кладбище в Москве (5 уч.).

## Вклад в обучение слепых и глухих
Будучи обер-пастором евангелическо-лютеранской церкви свв. Петра и Павла, Генрих Дикгоф выступил инициатором создания учреждения нового типа для слепых детей. Еще в юности он поддерживал начинания глухого единоверца Ивана Карловича Арнольда, всячески помогая тому открыть в Москве школу для глухих детей. 
Во время зарубежных поездок Дикгоф посещал ведущие европейские благотворительные и учебные заведения в Австрии, Германии и Швейцарии для детей с отклонениями в развитии. Дикгоф ознакомился с организацией и практической деятельностью старейших институтов слепых в Вене, Ганновере и Дрездене, швейцарских училищ в Иланце и Лозанне. Им были специально изучены классические немецкие труды по тифлопедагогике К.Георги, И.Клейна, А.Цейне, а также швейцарца Гирцеля, издавшего Библию рельефным шрифтом, и работы Ф.Гилля, И.Фаттера, К.Гепферта по сурдопедагогике.
Во время одной из поездок он неожиданно встретился с путешествующей в тех же краях императрицей Марией Александровной и получил возможность не только побеседовать с ней, но и посвятить её в свои планы. Императрица благосклонно отнеслась к проектам священника и одобрила его инициативу. После возвращения в Москву, 19 июля 1871 года Дикгоф направляет государыне подробную докладную записку, содержащую проект организации специального обучения в России.
Тем временем в Москве все складывается как нельзя лучше, здесь открывается Международная политехническая выставка (1872), и Дикгофа, являвшегося членом Московского общества любителей естествознания, антропологии и этнографии, избирают председателем её Педагогического отдела. В соответствующей части выставки предполагалось представить материалы по проблеме начального образования, в том числе по вопросам воспитания и обучения слепых и глухонемых детей. Готовя экспозицию, Дикгоф включает в неё ряд специальных руководств и пособий, изданных в Австрии, Англии, Германии, Франции, Швейцарии, а также две небольшие собственные брошюры: «О глухонемоте» и «О воспитании и обучении слепых детей». В них автор знакомил соотечественников с европейским опытом помощи детям с нарушениями слуха и зрения. Его энергичные старания были вновь замечены и одобрены государыней.

### Подготовка к открытию школы
Дикгоф, мечтавший открыть школу для слепых детей, обращается к высокородным и известным землякам с предложением организовать в Москве особое попечительское общество. Идею поддержали князь А. Б. Мещерский, князь Д. М. Голицын, братья П. П. Боткин и Д. П. Боткин, Г. И. Браун, И. Ю. Давидов, В. Д. Коншин, К. К. Шильдбах, Д. Д. Шумахер, организовавшие в 1874 году так называемый Совет учредителей. Был незамедлительно подготовлен проект Устава Попечительства и, согласно строго действовавшим правилам, направили его на согласование в Министерство внутренних дел. Формально Устав не вызвал возражений, но официальное разрешение содержало оговорку, серьёзно тормозящую реальное дело. Правительство разрешало открыть учебное заведение для слепых с условием предварительно подготовить подходящее помещение и собрать начальный капитал в 20 тысяч рублей. За два последующих года удалось собрать лишь половину требуемой суммы, а тем временем истек срок, отведенный МВД на организацию училища. Лишь благодаря вмешательству московского генерал-губернатора князя В. А. Долгорукова удалось добиться отсрочки. 
Столкнувшись с бюрократическими препятствиями, учредители создают Распорядительный комитет (1881), в который вошли московский генерал-губернатор князь В. А. Долгоруков (почетный председатель), Г. Г. Дикгоф (председатель), Ф. М. Сухотин (вице-председатель), О. Ф. Бергман (казначей), И. О. Блок (секретарь), князь Н. Б. Трубецкой, князь В. А. Оболенский, А. Е. Врето, И. Ю. Давидов, Л. К. Зенгер, В. В. Чертова и К. К. Шильдбах, члены которого взяли на себя поиск средств и помещения под будущее училище.

### Открытие
В 1882 году Московское учебно-воспитательное заведение для слепых детей открылось, приняв двадцать воспитанников. Попечительное общество распространило свою заботу на детей, живших преимущественно в Москве и Московской губернии, без различия вероисповедания и происхождения. В школе незрячие дети получали начальное образование, включавшее Закон Божий, русский язык, арифметику, природоведение, географию и историю, но главное внимание уделялось профессиональной подготовке: мальчики изготовляли корзины и мебель, переплетали книги и работали в типографии, а девочки шили, вышивали и вязали. Музыкально одаренные дети обучались игре на музыкальных инструментах не на слух, а по выпуклым нотам. Среди первых музыкальных педагогов этой школы слепых был главный дирижёр Большого театра И. К. Альтани, бесплатно обучавший детей игре на фортепиано. Неизменным успехом у москвичей пользовались выступления хора и оркестра воспитанников школы. 
Первоначально в школе учились только 20 детей, за 30 лет — с 1882 по 1912 год — школу для слепых детей окончило 114 человек, из них трудоустроен был 101. Одни стали квалифицированными ремесленниками, другие — музыкантами и певчими, которые выступали в духовном хоре слепых под руководством Я. К. Сорокина (осн. в 1897) или оркестре, организованном в 1899 году капельмейстером Большого театра В. В. Гейзлером.
Школа, созданная Г. Г. Дикгофом, в настоящее время — Государственное бюджетное общеобразовательное учреждение города Москвы «Школа-интернат № 1 для обучения и реабилитации слепых», специальная (коррекционная) школа III-IV видов для тотально слепых детей, детей с глубокими нарушениями зрения и слабовидящих детей — единственное учреждение в Москве, в котором обучаются, воспитываются и реабилитируются дети—инвалиды детства по зрению и дети—инвалиды I группы по зрению. Ныне расположена по адресу: г. Москва, Мытищинская 3-я ул., дом 5. На здании школы располагается мемориальная доска памяти её основателя Г. Г. Дикгофа.

## Семья
Жена — Клара-Корнелия-Юлия Николовиус. Их дети: Елизавета (1867—?), Генрих (1869—?), Мария-Клара (1871—?). В 1873 году внесены в дворянскую родословную книгу Московской губернии (часть III).